# Cerodontha guineana
Cerodontha guineana este o specie de muște din genul Cerodontha, familia Agromyzidae, descrisă de Zlobin în anul 1993.
Este endemică în Guinea. Conform Catalogue of Life specia Cerodontha guineana nu are subspecii cunoscute.